# Chantefable
Chantefable (fr. chanter ’śpiewać’ i fable ’bajka’) – średniowieczny francuski gatunek literacki.
Cechą charakterystyczną gatunku jest przeplatanie fragmentów pisanych wierszem, przeznaczonych do śpiewania, z fragmentami pisanymi prozą, przeznaczonymi do recytacji. Dodatkowo, zarówno partie poetyckie, jak i prozatorskie, bywają przerywane monologami i dialogami.
Jedynym zachowanym dziełem tego rodzaju we francuskiej literaturze średniowiecznej jest utwór Aucassin et Nicolette (Alkasyn i Nikoleta), przez samego autora nazwany cantefable. Rękopis dzieła pochodzi z końca XIII w., zaś sam utwór mógł powstać w Pikardii na początku XIII w. Zachował się też jeden utwór naśladujący dzieło – Chanson de Clarisse et Florent, dołączony do poematu Huon de Bordeaux.